# Dương Khúc

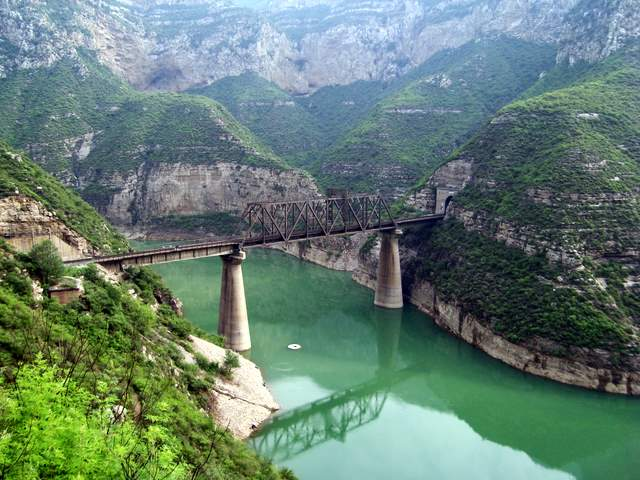
Cầu đường sắt sông Lục Lâm, Dương Khúc

Dương Khúc (chữ Hán giản thể: 阳曲县, âm Hán Việt: Dương Khúc huyện) là một huyện thuộc thành phố Thái Nguyên, tỉnh Sơn Tây, Cộng hòa Nhân dân Trung Hoa. Huyện Dương Khúc có diện tích 2062 km², dân số năm 2002 là 140.000 người. Huyện Dương Khúc được chia thành các đơn vị hành chính gồm 4 trấn, 6 hương.
- Trấn: Hoàng Trại, Đông Hoàng Thủy, Đại Mạnh, Nê Truân.
- Hương: Lăng Tỉnh Điếm, Cao Thôn, Trường Hưng, Tây Lăng Tỉnh, Bắc Tiểu Điếm.